# Fly With Us
Fly With Us, född 22 april 2015, är en fransk varmblodig travhäst. Hon tränades av Philippe Allaire och kördes oftast av Éric Raffin eller Yoann Lebourgeois.
Hon började tävla 2017 och inledde med sex raka segrar. Hon sprang under sin karriär in 344 798 euro på 24 starter varav 9 segrar.
Fly With Us tog karriärens största segrar i Prix Annick Dreux (2018) och Prix Reine du Corta (2018). Samt segrat i Prix Undina (2017), Prix Marcel Dejean (2017), Prix Vourasie (2017), Prix Gélinotte (2018) och Prix Uranie (2018).

## Statistik
| Statistik för Fly With Us (Ref.) | Statistik för Fly With Us (Ref.) | Statistik för Fly With Us (Ref.) | Statistik för Fly With Us (Ref.) | Statistik för Fly With Us (Ref.) | Statistik för Fly With Us (Ref.) |
| -------------------------------- | -------------------------------- | -------------------------------- | -------------------------------- | -------------------------------- | -------------------------------- |
| Starter                          | Placeringar                      | Startprissumma                   | Segerprocent                     | Platsprocent                     | Rekord                           |
| 24                               | 9-0-0                            | 344 798 euro                     | 38 %                             | 38 %                             | 1.12,7ak,                        |

### Större segrar
| År   | Lopp                | Kusk              | Vinstbelopp | Grupp   |
| ---- | ------------------- | ----------------- | ----------- | ------- |
| 2017 | Prix Marcel Dejean  | Éric Raffin       | 36 000 EUR  | Grupp 3 |
| 2017 | Prix Vourasie       | Éric Raffin       | 36 000 EUR  | Grupp 3 |
| 2018 | Prix Gélinotte      | Éric Raffin       | 54 000 EUR  | Grupp 2 |
| 2018 | Prix Uranie         | Éric Raffin       | 54 000 EUR  | Grupp 2 |
| 2018 | Prix Reine du Corta | Yoann Lebourgeois | 54 000 EUR  | Grupp 2 |
| 2018 | Prix Annick Dreux   | Yoann Lebourgeois | 54 000 EUR  | Grupp 2 |